# Brushfire Records
Brushfire Records es una compañía discográfica con sede en la Hawái (Estados Unidos) propiedad del cantante y compositor Jack Johnson.
La discográfica inicialmente fue conocida como The Moonshine Conspiracy Records fue creada con la intención de lanzar las bandas sonoras de Woodshed Films, una productora de películas de surfistas propiedad del propio Johnson, y de Emmett y Chris Malloy. Tras la publicación de la banda sonora da la película Thicker than Water es cuando estos tres junto a la esposa de Johnson deciden que van a producir los álbumes de diferentes artistas.
Entre otros, la banda sonora ha publicado la banda sonora de la película de animación Curious George, así como el álbum de Jack Johnson: In Between Dreams.

## Bandas y artistas cuyos trabajos edita la discográfica
- Animal Liberation Orchestra
- G. Love & Special Sauce
- Jack Johnson
- Matt Costa
- Money Mark
- Rogue Wave

## Bandas Sonoras de películas
- Thicker than Water
- September Sessions
- Sprout
- A Brokedown Melody
- Sing-A-Longs and Lullabies for the Film Curious George